# 列王紀 (聖經)
《列王紀》（希伯来语：‎，拉丁转写：‎）是《希伯来圣经》的一部分，原文用希伯來語書寫。這書冊估計大約在公元前6世紀到前5世紀期間完成。《列王紀》在《希伯來聖經》中原為一整冊，《旧约圣经》和合本是依照希臘文譯本將全書分為列王紀上、列王紀下兩卷。分割的界線大概是按篇幅的長短而定，並没有特殊的用意。經裡主要的意思大致是用歷史預說，在神經綸中作為神行政的對付，連同神的以色列君王職分，在地上因著異族入侵而遭破壞與毀滅，以及神公正對付的種種結果。

## 概述
本書内容承接撒母耳記下的記載，故有學者認為撒母耳記與列王紀的作者為同一人。舊約希臘文譯本更以同一書名稱這四卷書。書中所記載的事蹟，從公元前971年大衛晚年所羅門登基起，包括王國分裂南北兩國（南國猶大和北國以色列）和相繼淪陷，前562年直至猶大王約雅斤被釋放為止。

## 关于作者
全書的內容均强調先知工作，特别是着重描述以利亞和以利沙的工作，由此看來，執筆者應當是一位先知。書中所用的語言，行文用字的風格跟耶利米書的執筆者耶利米所表現的極為相似。許多特有的希伯來文字詞和句式惟獨在列王紀及耶利米書中出現，在其他的聖經書中均不見採用。
但是书中一次也没有提到作者的名字，可能他的工作已由一本以他為名的聖經書詳細論述了。此外，列王紀的寫作目的是要顯揚耶和華及他的崇拜，而非為了增添耶利米的個人聲譽。事實上，列王紀及耶利米書的大部分資料均是互為補足，相輔相成的。此外，彼此都有類似的記載。猶太的傳統一向認定耶利米是列王紀上、下兩書的執筆者。 他是在耶路撒冷開始編寫這兩本書的，而且大約於公元前580年在埃及完成列王紀下的編纂，因他在記載的末了提及該年所發生的事。（列王纪下25:27）列王紀上繼撒母耳記下之後記述以色列的歷史，直到約沙法王於公元前911年去世時為止。（列王纪上22:50）

## 列王纪的拆分
列王紀的記載原本是合成一卷的，希伯來文的名稱是麥勒金（Mela·khim′，意即列王）。《七十士譯本》的翻譯者將它稱為巴斯利安(Ba·si·lei′-on)，意思是“列王誌”。他們為了方便的緣故首次把這本書分成兩卷，後來更被人稱為“列王三書”及“列王四書”。今日有些天主教聖經譯本仍沿用這個名稱。但現在一般人都把它稱為“列王紀上”及“列王紀下”。它們跟撒母耳記上、撒母耳記下不同之處在於編纂者指名提及所參照的資料來源。編纂此書的人在上、下兩紀中參照“猶大列王記”的記錄一共15次，參照“以色列諸王記”的資料共18次，此外也有引用“所羅門記”的記載。雖然這些古代文獻早已失傳，但根據這些文獻記錄編寫而成的有益史料——列王紀上及列王紀下——卻得以保存至今。

## 本書大綱

### 列王紀上
1. 所羅門王時期 （1章1節－14章13節）
  - 大衛王晚年。
  - 所羅門登基。
  - 建造第一聖殿
  - 所羅門的晚年。
2. 王國分裂（12章1節－22章53節）
  - 分裂的因由。
  - 耶羅波安作以色列王。
  - 羅波安作猶大王。
  - 亞比央，亞撒作猶大王。
  - 那答作以色列王，巴沙篡位。
  - 暗利作以色列王。
  - 亞哈作以色列王（16章29節－22章40節）。
    - 亞哈受耶洗別王后影響崇拜巴力，以利亞的神蹟。
    - 以利亞對抗巴力，與亞蘭爭戰。
    - 亞哈計奪葡萄園，亞哈陣亡。

  - 約沙法作猶大王。
  - 亞哈謝作以色列王。

### 列王紀下
1. 王國分裂時期（1章1節－17章41節）
  - 亞哈謝作以色列王。
  - 以利沙繼承以利亞。
  - 約蘭作以色列王，與約沙法合攻摩押。
  - 以利沙的神蹟。
  - 約蘭，亞哈謝作猶大王。
  - 耶戶作以色列王，推翻亞哈家及結束耶洗別的統治。
  - 亞他利雅在猶大執政，耶何耶大助約阿施復位。
  - 約阿施作猶大王。
  - 亞哈斯，約阿施作以色列王。
  - 亞瑪謝作猶大王。
  - 耶羅波安二世作以色列王。
  - 亞撒利雅作猶大王。
  - 撒迦利雅作以色列王，沙龍篡位。
  - 米拿現，比加轄作以色列王。
  - 比加作以色列王，何細亞篡位。
  - 約坦，亞哈斯作猶大王。
  - 何細亞作以色列王，以色列亡國被擄到亞述帝國（前722年）。
2. 猶大獨存時期（18章1節－25章30節）
  - 希西家作猶大王。
  - 瑪拿西，亞門作猶大王。
  - 約西亞作猶大王。
  - 約哈斯，約雅敬，約雅斤先後作猶大王。
  - 西底家作猶大王，猶大亡國被擄到新巴比伦王國（前586年）。
  - 基大利作首長。
  - 巴比倫王恩待約雅斤（25章27節－30節）。

## 人物
大卫：以色列的王，作王四十年。死后葬在大卫城。
书念女子亚比煞：照顾大卫的晚年，但王没有与她亲近。
哈及的儿子亚多尼雅：生在押沙龙之后。谋篡王位。所罗门受膏后，饶恕了他。后来通过拔示巴求所罗门把书念女子亚比煞赐给他为妻，因此事被处死，被耶何耶大的儿子比拿雅击杀。
洗鲁雅的儿子约押：顺从亚多尼雅。曾经杀死以色列的两个元帅：尼珥的儿子押尼珥、益帖的儿子亚玛撒。大卫临终时吩咐所罗门“不让他白发安然下阴间”。所罗门登基后逃到耶和华的帐幕，被所罗门派比拿雅把他处死。葬在约押自己的家里。
亚比亚他祭司：顺从亚多尼雅。所罗门登基后，让他回亚拿突自己的田地，不杀他，因他曾抬约柜以及与大卫共同受苦。此事应验了耶和华在示罗论以利家的话。
撒督祭司、耶何耶大的儿子比拿雅、拿单先知、示每、利以、基利提人和比利提人、大卫的勇士：不顺从亚多尼雅。大卫吩咐他们帮助所罗门骑大卫的骡子，下到基训受膏为王。
撒督祭司：在基训膏所罗门为王。所罗门登基后，作大祭司，代替亚比亚他。
拿单先知：帮助所罗门，提议所罗门的母亲拔示巴将亚多尼雅所做之事报告给大卫。
来自巴户琳的便雅悯人，基拉的儿子示每：曾在大卫往玛哈念去的时候咒骂他，后来在约旦河迎接他。大卫曾许诺不杀示每，但临终时吩咐所罗门不要以他为无罪。所罗门命示每住在耶路撒冷，不得过汲沦溪；三年后出耶路撒冷到迦特又回来后，被所罗门派比拿雅将他处死。
耶何耶大的儿子比拿雅：所罗门登基后做元帅，代替约押。
拔示巴：所罗门的母亲，听拿单的提议后去见大卫，促请大卫宣布谁为继承人。
所罗门：大卫的儿子，继承王位。娶了埃及王法老的女儿。
基列人巴西莱的众子：接待了躲避押沙龙时的大卫。大卫临终时吩咐所罗门常请他们同席吃饭。
撒督的儿子亚撒利雅：当祭司。
示沙的两个儿子以利何烈、亚希亚：当所罗门的书记。
亚希律的儿子约沙法：所罗门的史官。
拿单的儿子亚撒利雅：所罗门的宰相。
拿单的儿子撒布得：祭司、王的顾问。
亚希煞：管家。
亚比大的儿子亚多尼兰：掌管工人。管理圣殿工程中劳役的人。
十二个官员：
1. 以法莲山区的便·户珥；
2. 玛迦斯、沙宾、伯·示麦、以伦·伯·哈南的便·底甲；
3. 亚鲁泊的便·希悉，管理梭哥、希弗全地；
4. 多珥山冈的便·亚比拿达（娶所罗门的女儿她发）；
5. 在他纳和米吉多，以及靠近撒拉他拿、耶斯列下边的伯·善、从伯·善到亚伯·米何拉到约缅的另一边有亚希律的儿子巴拿；
6. 在基列的拉末有便·基别，管理在基列的玛拿西子孙睚珥的城镇，巴珊的亚珥歌伯地的六十座大城；
7. 在玛哈念有易多的儿子亚希拿达；
8. 在拿弗他利有亚希玛斯，娶了所罗门的女儿巴实抹；
9. 在亚设和亚禄有户筛的儿子巴拿；
10. 在以萨迦有帕路亚的儿子约沙法；
11. 在便雅悯有以拉的儿子示每；
12. 在基列地（亚摩利王西宏和巴珊王噩之地）有乌利的儿子基别。

以斯拉人以探：智慧人
玛曷的儿子希幔、甲各、达大：智慧人
推罗王希兰：大卫的好友。协助所罗门建造圣殿。资助香柏木、松木、黄金。
西顿人：擅长伐木。
迦巴勒人：工匠，参与圣殿工程。
户兰：擅长作铜器。是拿弗他利支派一个寡妇的儿子，父亲是推罗的铜匠。为所罗门作圣殿的铜器。
亚摩利人、赫人、比利洗人、希未人、耶布斯人：作服劳役的奴仆。
示巴女王：闻所罗门有智慧，到耶路撒冷访问和提出难题，被一一解答。赠送黄金、香料、宝石给所罗门。
阿拉伯诸王：与所罗门通商。
摩押女子、亚扪女子、以东女子、西顿女子、赫人女子：所罗门王宠爱的外邦女子。
亚斯他录：西顿人的女神。
基抹：摩押人所拜的偶像。
摩洛、米勒公：亚扪人所拜的偶像。
以东人哈达：以东王的后裔、所罗门的敌人。约押曾经尽杀以东的男丁，哈达此时年纪尚幼，与父亲及父亲的臣仆逃往埃及，法老恩待之，并将王后答比匿的妹妹嫁给他，生一子基劳拔。大卫死后，哈达请求回到以东。
以东王：与以色列王约兰、犹大王约沙法一起攻打摩押。
以利亚大的儿子利逊：所罗门的敌人。曾逃避主人琐巴王哈大底谢。大卫杀琐巴人时带领一些人前往大马士革，建立王国。作了亚兰人的王。
尼八的儿子耶罗波安：所罗门的臣仆，以法莲支派的洗利达人。母亲洗鲁阿是个寡妇。因所罗门修建米罗、修补大卫城缺口而举手攻击所罗门。曾监管约瑟家服役的工人，期间遇示罗人亚希雅先知给他把新衣撕裂十二片的预言，指出耶罗波安将要担任北国以色列的王。所罗门想杀他，但他逃往埃及王示撒那里。所罗门王死后，罗波安无道，于是耶罗波安与犹大城镇以外的以色列人起来背叛，成立北以色列，作王二十二年。死时与祖先同睡，儿子拿答接续他作王。
亚比雅：耶罗波安的儿子。患病时，耶罗波安让妻子乔装拜访亚希雅问孩子的情况。
拿答：耶罗波安的儿子，作以色列王二年。与亚撒同年登基。背离耶和华。在围困非利士人的基比顿时被巴沙杀死。
先知亚希雅：在示罗。因年老失明。耶和华让亚希雅知道来者是耶罗波安的妻子，并且吩咐他要将凶信告诉她.
埃及王示撒：接待过耶罗波安。罗波安王五年攻打耶路撒冷。
罗波安：所罗门的儿子，接续他作王，登基时四十一岁，在耶路撒冷作王十七年。母亲是亚扪人拿玛。在示剑与耶罗波安并以色列全会众谈话。后者请求减轻苦工，罗波安不听长者意见反听信同龄玩伴们的建议，加重百姓的工作并扬言要惩罚。于是犹大城镇以外的以色列人都离弃罗波安。所犯的罪比祖先严重，在山上树下都筑丘坛、立柱像和亚舍拉。常与耶罗波安交战。死时与祖先同葬大卫城。儿子亚比央接续作王。
亚扪人拿玛：罗波安的母亲。
亚比央：母亲是押沙龙的女儿玛迦。作犹大王三年。登基时为耶罗波安王十八年，常与耶罗波安交战。死后与祖先同葬在大卫城。儿子亚撒接续作王。
亚撒：作犹大王四十一年。登基时为耶罗波安王二十年。效法大卫，遵守耶和华的律例。除庙妓、除偶像。又废掉太后玛迦，因她造了亚舍拉偶像；亚撒把偶像在汲沦溪边烧了。常与以色列王巴沙交战。在巴沙修筑拉玛时向亚兰王便·哈达求援，因此巴沙停止修筑。于是亚撒命人用修筑拉玛的材料修筑了便雅悯的迦巴和米斯巴。死后与祖先同葬在大卫城，儿子约沙法接续作王。
便·哈达：在大马士革的亚兰王。希旬的孙子、他伯利门的儿子。与亚撒立约，攻打了以色列的以云、但、亚伯·伯·玛迦、基尼烈、拿弗他利。
亚多兰：监管劳役的事。以色列人离弃罗波安后，被罗波安派去找会众但被会众们用石头打死。
神人示玛雅：上帝的话临到他，劝阻罗波安召集犹大全家和便雅悯人讨伐北以色列。
耶罗波安的“祭司”：由不属利未人的百姓担任，主持敬拜偶像的事。
伯特利的神人：从犹大来。对耶罗波安说祭坛破裂的预兆；使他伸出的手萎缩，又使他复原。耶和华吩咐他不可在伯特利吃饭喝水、不可从原路返回。但他听信老先知的谎言，在其家里吃饭喝水。在回程时被狮子咬死。老先知赶来后为他哀哭，把他葬在自己的坟里，并吩咐众人在自己死后与神人同葬。
伯特利的老先知：从儿子的口中得知神人的事，就骑驴追上神人，假借耶和华天使的话欺骗他回去吃饭。耶和华借他的口审判神人。
巴沙：以萨迦人亚希雅的儿子。背叛了拿答，在非利士人的基比顿杀死他和篡位，在得撒登基，杀死耶罗波安全家；当时是亚撒王第三年。攻击犹大时修筑了拉玛，不许人出入犹大王亚撒的地方，但闻亚兰王攻来便停工。巴沙作以色列王二十四年，背离耶和华的道。死后葬在得撒。以拉接续他作王。
哈拿尼的儿子耶户：耶和华使他责备巴沙，并告诉他将与耶罗波安所受的惩罚相同。
以拉：巴沙的儿子，作以色列王二年。遭军官心利背叛，被趁醉杀死。时年亚撒第二十七年。
心利：趁以拉在得撒王宫的管家亚杂家里喝醉时杀死篡位，坐上王位后杀死巴沙全家。作王七日，被元帅暗利率军围困，自焚而亡。
暗利：以色列元帅。心利篡位时在围攻基比顿的军营中。以色列推举他作王，回军围困得撒。心利自焚而亡。以色列有一半百姓随从暗利、另一半随从基纳的儿子提比尼，但暗利的百姓胜过提比尼，提比尼死后，暗利作王。他在得撒作王六年，建撒玛利亚城在其中又作王六年，共十二年，作恶比以前所有的王严重。死时葬在撒玛利亚。儿子亚哈接续他作王。
亚哈：亚撒第三十八年时登基，作以色列王二十二年。作恶比以前所有的王严重。娶西顿王谒巴力的女儿耶洗别为妻，侍奉巴力。在撒玛利亚建巴力庙。又造亚舍拉。听以利亚预言灾荒后欲杀之，但以利亚逃亡。回来后听以利亚所说的，就召集其妻耶洗别所信奉假神的先知，以及众百姓，上迦密山。亚兰王入侵被抓住后，放走了他，并与亚兰人立约。在上卷二十一章中欲取得拿伯的产业，听了妻子耶洗别的唆使谋害拿伯，导致耶和华要降灾给他和属他的人。但亚哈从以利亚那里得知此惩罚后就沮丧后悔。耶和华便让灾祸延迟到其儿子的时候才施行。在与亚兰停战三年后，请求犹大王约沙法与他一起攻打基列的拉末，听信四百先知的谎言而不听米该雅先知的真预言，并把米该雅收到监牢里。后来亚哈王在战场上虽然改装上阵，却被对方士兵无心的一箭射中，流血过多而死。葬在撒玛利亚。儿子亚哈谢接续作王。
巴力：西顿人拜的偶像。
谒巴力：西顿王。
耶洗别：谒巴力的女儿，亚哈王的妻子。供养了四百五十个巴力的先知和四百个亚舍拉的先知。得知巴力使者都被以利亚处死后，欲处死以利亚，但以利亚逃走了。在上卷二十一章中唆使亚哈王用手段取得耶斯列人拿伯的产业，并假冒王的名义写信给与拿伯同城的长老和贵族，加上两个无赖的假见证，以拿伯诅咒了上帝和王的罪名让他被人处死。耶和华便定意横祸给耶洗别。后来耶户叛变，约兰被射杀，耶洗别也被太监抛下楼，在耶斯列田里被狗吃了，应验了以利亚的话。
伯特利人希伊勒：在亚哈在位期间重修耶利哥。奠基时丧长子亚比兰、安门时丧幼子西割，应验了耶和华借嫩的儿子约书亚所说的话（见约书亚记六26）。
以利亚：提斯比人，住在基列。当时北国仅有的耶和华先知。耶和华让他躲在约旦河东边的基立溪旁居住，让乌鸦叼饼和肉供养他。溪水乾了后，耶和华让他到西顿的撒勒法的寡妇家居住。过了三年，耶和华让以利亚去见亚哈王，并告诉他耶和华要降雨的信息。在迦密山上与四百五十个巴力先知挑战，使以色列民都明白耶和华是上帝，并处死了巴力的先知。耶洗别欲处死他，于是以利亚逃到了犹大的别是巴。曾经在罗腾树下求死，但天使救了他。到何烈山后，耶和华差他去大马士革膏亚兰王、以色列王、以利沙先知。亚哈王与耶洗别夺人产业后，传耶和华要降灾的话给亚哈王。亚哈谢王重病欲求问巴力，耶和华也借以利亚之口斥责之，并预言其去世。以利亚在与以利沙过约旦河后，有火马火焰车出现，以利亚乘旋风升天了。
撒勒法的寡妇：耶和华告诉以利亚说，这位寡妇会供养他。起初寡妇认为自己粮油已尽，但以利亚告诉她说，耶和华保证她必不短缺。后来寡妇的孩子患重病，以利亚为他祷告后就痊愈了。
俄巴底：亚哈的管家，非常敬畏耶和华，在耶洗别屠杀先知的时候曾经把一百个先知藏起来供养。在与亚哈王分头寻找牧草时遇到以利亚。以利亚让他告诉亚哈王说要见面的事，俄巴底起先怕死不从，但后来还是顺服了。
亚伯·米何拉人沙法的儿子以利沙：遇见以利亚，并跟随他。以利亚将要被接走时，以利沙跟随他从吉甲一直跟到伯特利、耶利哥。以利亚问以利沙，离开以前想求的事。以利沙求感动以利亚的灵双倍感动他；以利亚说此事若以利沙亲眼看见他乘旋风升天便得着了，后来的确看见而得着感动。在耶利哥城行神迹治好水源，又在上伯特利的路上奉耶和华的名诅咒了讥笑他秃头的孩童们，两只母熊从林中出来撕裂了孩童当中的四十二个。他使穷寡妇的一瓶油装满了很多器皿。他使书念妇人和她丈夫有一子，此孩子猝死后，伏在孩子身上两次，把他救活。吉甲饥荒时在他的门徒和仆人中间行了毒汤去毒和二十饼分给一百人吃的神迹。又治好了乃缦的痳疯病。在约旦河行了使丢失斧子的头浮起来的神迹。亚兰王入侵以色列时，在多坍预知其进兵地点，使以色列人有所防备，惹亚兰王派大军围困他，但他靠耶和华使大军失明并引到撒玛利亚再开他们的眼目。以色列王欲杀死他们但以利沙叫王给他们宴席并打发回大马士革。于是两国再度和平。
一个先知门徒的寡妻：有两个儿子，欠了很多债，家中只有一瓶油。以利沙行神迹使一瓶油装满了很多器皿，卖掉足以还债。
书念的妇人：富有，但无子。她和丈夫商量把以利沙留在那里住宿。以利沙感恩，便许他们有一儿子，妇人不敢相信，但果然不久后怀孕、第二年诞下。这孩子长大后有一天头痛猝死，妇人去迦密山哀求以利沙，以利沙便救活了这孩子。在饥荒七年将要发生时，以利沙让她搬到别处居住，她就寄居在非利士人家七年。七年后回来对王哀求田地和房屋。基哈西告诉王这就是以利沙救活其子的妇人，于是王就还给她所拥有的，并把七年的出产给她。
基哈西：以利沙的仆人。以利沙在迦密山时他也在一起。书念妇人到迦密山求以利沙救活孩子，以利沙派基哈西拿他的杖去，不和人讲话，到了之后把杖放在孩子的脸上。但没有动静。以利沙治好乃缦的痳疯病后不接受礼物，但基哈西和另一人私下追乃缦取得了两份礼物，后又欺骗以利沙说没去什么地方。于是被以利沙诅咒得痳疯，且紧随其后裔直到永远。
亚兰王便·哈达：率三十二王围攻撒玛利亚两次，均惨败。亚哈把他放回大马士革，且称其为兄弟。后来又围困撒玛利亚，但耶和华使他军队听见大军战车战马的声音，就以为是以色列王雇赫人诸王和埃及诸王的军队，弃营逃跑了。
某一位先知：亚兰王第一次入侵以色列的时候，一个先知对亚哈王传话说必将亚兰人交在他手里。并说亚兰王会在第二年卷土重来。在亚哈王放走了便·哈达后，得到默示，在路旁向王呼叫，责备他放走了耶和华决定消灭之人。
某一位神人：亚兰王第二次入侵时，再给亚哈王传耶和华的话说必将亚兰人交在他手里。
宁示的孙子耶户：由耶和华差派以利亚去膏立的以色列王、由以利亚的继承人以利沙完成膏立。在基列的拉末被以利沙的门徒秘密膏立后，背叛以色列王约兰，带一队人去耶斯列，在拿伯的田地遇见并射杀约兰。又追赶犹大王亚哈谢，想在靠近以伯莲的姑珥坡上杀死他。后又在耶斯列让太监把耶洗别从窗户抛下毙命。让耶斯列的领袖和长老取亚哈七十个儿子的首级。又将亚哈家在耶斯列的所有相关的人杀死。在往撒玛利亚的路上遇到正往耶斯列去问安的犹大王亚哈谢的兄弟四十二人，全部坑杀。善待利甲的儿子约拿达。在撒玛利亚杀死亚哈相关的人。又用计说要在巴力庙为巴力召开严肃会，把巴力的众先知、拜巴力的人、巴力的众祭司都骗来，全部杀死，又将巴力柱像拆毁。但仍然拜伯特利和但的金牛犊。耶和华应许耶户子孙作王四代。耶户作王二十八年，死后与祖先同葬在撒玛利亚。儿子约哈斯接续作王。
耶斯列的领袖和长老：在撒玛利亚。收到耶户的信说可以选贤能作王，但都因惧怕而从了耶户。耶户第二封信是归顺他的要求，即亚哈众子的首级。于是他们马上杀死亚哈七十个儿子。
某以色列王：亚兰王便·哈达围困撒玛利亚，撒玛利亚发生大饥荒，于是欲杀死以利沙。到以利沙家门口，质问以利沙。以利沙预言饥荒消除，“一细亚细面只卖一舍客勒，二细亚大麦也卖一舍客勒”。得知亚兰营空，但怀疑是计谋，于是派人侦查，发现亚兰人果然逃回去了。
某以色列王的一名军官：由于不信饥荒会解除，于是以利沙预言他能亲眼看见，但吃不着。当撒玛利亚城的人得知亚兰人已逃跑并留下食物财物，都尽去抢夺。以色列王派这名军官去城门指挥，就被百姓踩死了。
撒玛利亚城门口的四个痳疯病人：灾荒下打算一搏，向亚兰人投降。到了亚兰人军营，发现亚兰人已经不在，留下财物和食物。于是他们在营中吃喝，又收藏了一些财物。后来感到不做声有罪，于是把好消息报告给守城门的人。
亚兰王哈薛：由耶和华差派以利亚去膏立、由以利亚的继承人以利沙完成此事，但不是用膏油。便·哈达患病时让他去求问以利沙，以利沙让他说“一定会好”，但也告诉他说耶和华的意思是便·哈达会病死。以利沙定睛看哈薛直到哈薛羞愧，于是以利沙哭，并预言哈薛一定虐待以色列人，因为他会作哈兰王。他回去后果然对王说“会好”，次日用湿被子捂死了王，篡其位。自耶户作王起，在以色列个边界攻击，包括东基列全地、从靠近亚嫩谷边的亚罗珥起，包括基列和巴珊，即迦得人、吕便人、玛拿西人的地。
某亚兰王：与以色列作战时得知其谋略都被先知以利沙预知并告诉以色列王，于是派大军往多坍围困之。
耶斯列人拿伯：拥有一个葡萄园，亚哈王想取得此地，可以出银钱或别的地来换，但拿伯不允。后被亚哈王的妻耶洗别谋害，产业为亚哈王所占。
约沙法：亚撒和阿苏巴的儿子，三十五岁时，即以色列亚哈王第四年时，登基作犹大王，作王二十五年。效法亚撒，行耶和华看为正的事，彻底除去男庙妓。与以色列王和平相处。与亚哈同攻打亚兰王控制下的基列的拉末。在以旬·迦别造船但失败；又拒绝了亚哈谢的合作建议。后与以色列的约兰王、以东王共同攻打摩押。死后与祖先同葬。儿子约兰接续作王。
以色列王亚哈谢：亚哈的儿子，约沙法作王第十七年时，登基在撒玛利亚作以色列王，作王二年。作恶事，事奉巴力。从栏杆跌下来生病时，派使者问以革伦的神明巴力·西卜，但因此被耶和华责罚，死于此病。没有儿子，由其兄弟约兰接续作王。
以色列王约兰：亚哈的儿子、亚哈谢的兄弟，作以色列王十二年。登基时为犹大王约沙法在位第十八年、其子（同名）约兰作王第二年。除掉巴力柱像，但仍然行耶罗波安的拜金牛犊的罪。摩押背叛后邀请约沙法及以东王共同攻打摩押，途径以东旷野。缺水时，三王去找以利沙求耶和华帮助。于是从以东地有水来，之后联军也打赢了摩押王，但未能成功打入吉珥·哈列设城。三王各归本地。与哈薛交战时受伤回到耶斯列。耶户背叛时亲自带一队人从前线回耶斯列。守望者看见后报告约兰，约兰两次派骑兵去问安，骑兵都跟随了耶斯列，于是约兰和犹大王亚哈谢驱车亲自去迎接耶户，在耶斯列人拿伯的田遇见，约兰亲自问安，终于知道叛事，但被耶户在射杀。此事应验了耶和华的预言。
犹大王约兰：约沙法的儿子，在耶路撒冷作王八年，登基时三十二岁，同时是以色列王约兰第五年。娶亚哈的女儿为妻，拜偶像。在位期间，以东背叛并立王。约兰率军攻打，到撒益被以东人围困后，犹大军溃散，确立了以东脱离犹大的事实。立拿人也背叛。死后与祖先同葬，儿子亚哈谢作王。
犹大王亚哈谢：犹大王约兰和以色列王暗利孙女亚她利雅的儿子，作王一年，登基时二十二岁，同时是以色列王约兰第十二年（或第十一年）。行耶和华看为恶的事。他与以色列王约兰到基列的拉末与哈薛交战，由于约兰受伤回到耶斯列，就去耶斯列看他。在与约兰同迎接叛将耶户时沿伯·哈干的路逃跑，死在米吉多。尸体运回与祖先同葬。
负责膏抹耶户的先知门徒：听从以利沙的吩咐，到基列的拉末，在内室膏了耶户，又叫他击杀亚哈全家，包括报应耶洗别。
巴力·西卜：以革伦的假神。
阿苏巴：亚撒之妻，约沙法的母亲，示利希的女儿。
音拉的儿子米该雅：耶和华的真先知。给亚哈王一种常常说凶信的印象。
基拿拿的儿子西底家：受谎言的灵影响，声称耶和华叫以色列人用他造的铁角抵触亚兰人，可以把他们灭尽。听到米该雅说出于四百先知的话不同后，打了他一巴掌。
亚们市长和约阿施王子：亚伯不悦米该雅所说的预言，命令把米该雅交给他们，关在监狱里。
摩押人：在亚哈王死后背叛以色列。
摩押王米沙：曾向以色列王进贡；亚哈死后背叛以色列。在以色列王、犹大王、以东王围城时，率领刀兵欲突围失败，于是在城墙上献本应继位的长子为燔祭。吓退联军。
伯特利先知的五十门徒：跟着以利亚和以利沙离开伯特利，到约旦河边，见证了以利沙被感动以利亚的灵临到身上。于是向以利沙下拜，但不信以利亚已经升天，又在附近山谷寻找了三天没找着。
耶利哥城的人：向以利沙报告该地水质恶劣，于是以利沙治好了该地的水源。
乃缦：亚兰王的元帅，耶和华曾借他使亚兰人得胜。患痳疯病。有一个从以色列地掳来的妻子。妻子建议他找撒玛利亚先知医治他的痳疯，亚兰王允许他去，并送信给以色列王。但以色列王不但不允，而且以为亚兰王无理。以利沙听说后派人到王那里，叫乃缦去以利沙家门前。又派人告诉乃缦在约旦河沐浴七次。乃缦开始不从，但在他仆人劝说下做了，获得洁净。

## 地名
隐·罗结旁琐希列磐石：亚多尼雅在该处献祭、宴请做他臣仆的人。
大卫城：大卫死后葬在那里。所罗门与妻住在该处直到圣殿、耶路撒冷城墙建成。
基遍：所罗门在该处受膏。圣殿建成前，也在该处的丘坛献祭。耶和华在所罗门梦中显现，所罗门求得智慧。
提弗萨到加萨：在大河西边。
黎巴嫩：产香柏木。希兰的仆人和所罗门的仆人在此伐木，取得建造圣殿的木材，经海路运送。
耶和华的殿：出埃及四百八十年、所罗门作王第四年西弗月（二月）奠基、十一年布勒月（八月）建成。（王上六、八）
所罗门王宫 （页面存档备份，存于）：在圣殿完工后开始建造，用十三年建成。除此还建造了米罗、耶路撒冷城墙、夏琐、米吉多、基色、下伯·和仑、巴拉、达莫。
黎巴嫩林宫：所罗门王宫建筑之一。
约旦平原、疏割、撒拉但：产铜矿，圣殿铜材的来源。
迦步勒地：意思是“如同无物”。是所罗门王在圣殿和王宫完工后给希兰的二十座城，在加利利地。
基色：迦南人原居于此地。埃及王法老曾攻取此地，把城赐给其女（所罗门的妻子）做嫁妆。
以旬·迦别：在以东地红海边、靠近以禄。是所罗门造船的地方。约沙法也欲在该处造他施船只往俄斐去，但却毁坏了。可能与当时以东没有立王、由总督治理有关。
俄斐：所罗门的仆人和希兰的熟悉航海的仆人一同出海，在此处得到四百二十他连得金子。此外还有檀香木和宝石。
他施：船只每三年一次把金、银、象牙、猿猴、孔雀运回以色列。
谢非拉：有极多的桑树。
北面的埃及：根據和合本修訂版在王上十28和代下一16的注解指出，并非从前以色列寄居的南面的埃及，而是美索不達米亞北方的一个国。出口战车和马给以色列、赫人众王和亚兰诸王。
科威：出口马匹给以色列。
示剑：在以法莲山，耶罗波安在此建城。
毗努伊勒：示剑附近。耶罗波安在此建城。
伯特利：耶罗波安铸造两只金牛犊，其中一只置于此。以利亚将要被旋风接走升天时，有该地先知的门徒问以利沙是否知道此事，以利沙知道但让他们不做声。以利亚让以利沙留在这里，自己去耶利哥，但以利沙指着耶和华起誓要跟随他，又有五十个先知的门徒一同去。
但：耶罗波安铸造两只金牛犊，其中一只置于此。
得撒：耶罗波安的住处。暗利建撒玛利亚以前是北以色列的都城。
撒玛利亚：暗利向撒玛利亚山的撒玛用二他连得银子购买，并在其上建城。以山的原主为名。在亚哈王时期曾发生严重旱灾和饥荒。被亚兰王便·哈达围困时出现饥荒，一个驴头值八十舍客勒，四分之一卡布鸽子粪值五舍客勒，又发生吃小孩的事情。
基立溪：在约旦河东边。以利亚曾在那里居住。
约旦河：以利亚和以利沙离开伯特利，到了河边，以利亚用外衣打水使水分开，二人便走乾地过去。以利沙治乃缦的痳疯病时，让乃缦在河里沐浴七次。以利沙在此使丢失的斧子的头浮上来。
大马士革：亚兰王便·哈达的居住地。
大马士革的亚玛拿河和法珥法河：亚兰的两条河。乃缦初时拒绝去约旦河沐浴时提到的两条河。
迦密山：曾经有耶和华的坛，已被毁坏。以利亚和巴力先知挑战的时候修好。以利沙继承以利亚后从伯特利先到迦密山，再折返回到撒玛利亚 （页面存档备份，存于）。
基顺河：以利亚在这河边处死巴力的先知。
耶斯列：所罗门时代又亚希律的儿子巴拿管理。亚哈王时代，以利亚求雨后坐车到了此地。
旷野的罗腾树下：以利亚在逃往犹大别是巴的路上，走了一天后痛苦求死。但天使给他吃喝四十天，到达何烈山。
何烈山：以利亚害怕追杀，逃到此处。耶和华却差他原路返回到大马士革的旷野去，膏亚兰王哈薛、以色列王耶户、和以利沙先知。
亚弗：亚兰第二次入侵以色列时经过此地，是亚兰的前线 （页面存档备份，存于）。
基列的拉末：原属于以色列，被亚兰王占据。亚哈王约犹大王约沙法共同攻打此地时兵败，亚哈去世。
吉甲：以利亚和以利沙在那地行走。以利亚让以利沙留在这里，自己去伯特利，但以利沙指着耶和华起誓要跟随他。曾发生饥荒，以利沙在那里行了毒汤去毒和二十饼分给一百人吃的神迹。
以东旷野：三王攻打摩押时经过之地，经历了七天缺水的日子后找以利沙求助于耶和华，于是有水从以东来，而且在摩押边界上，摩押人看到水映日红，误以为是三王自相残杀，于是贸然出击致败。
书念：以利沙经过此地，曾在该地的一户富有人家居住，并使他们得子。
巴力·沙利沙：有人从该地把二十个大麦做的饼和新麦穗送到吉甲给以利沙。
多坍：亚兰王在此围困以利沙，但有火马火车围绕之。耶和华使围攻的军队失明，被以利沙的人引到撒玛利亚，耶和华再开他们的眼。
伯·艾克特：在耶斯列往撒玛利亚的路上。是牧人聚集的地方。耶户在此坑杀犹大王亚哈谢的四十二个兄弟。

### 閱讀聖經
- 列王紀上：繁 （页面存档备份，存于）、简 （页面存档备份，存于）
- 列王紀下：繁 （页面存档备份，存于）、简 （页面存档备份，存于）

#### 香港浸會大學圖書館 華人基督宗教文獻保存計劃
- Chinese Christian Literature Council Collection 基督教文藝出版社藏書（页面存档备份，存于） Expository Commentary on the Old and New Testament 舊約及新約釋義叢書
- The Studium Biblicum OFM Collections 思高聖經學會藏書（页面存档备份，存于）